# Stiftung Trekkingchile

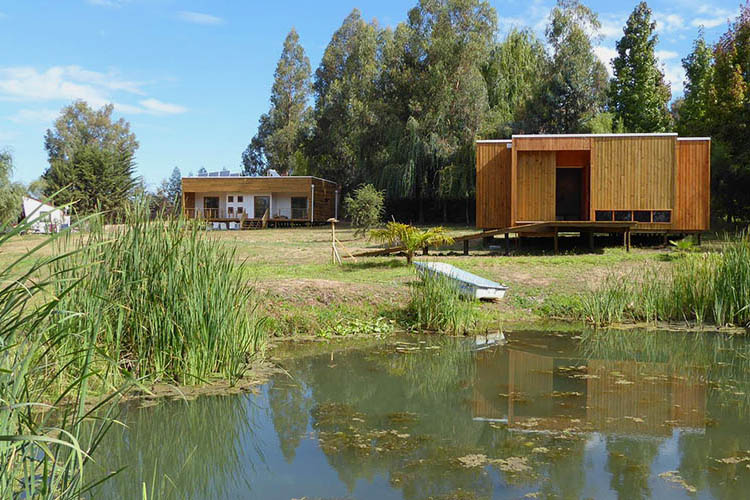
CIMA Umweltmuseum Talca

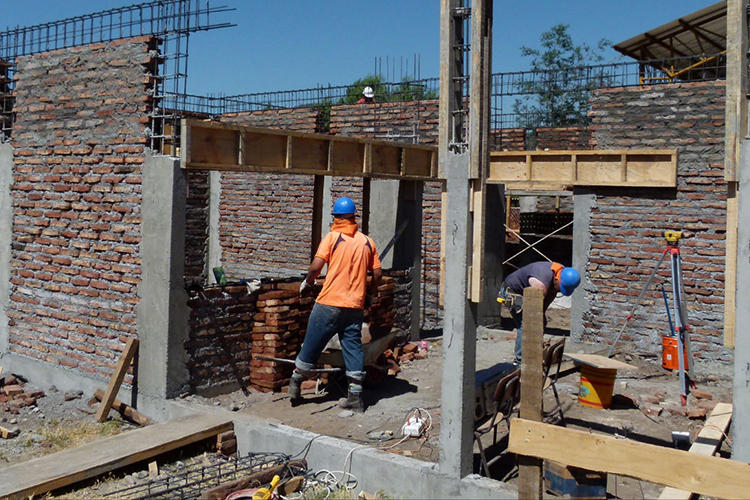
Drei Bastelwerkstätten

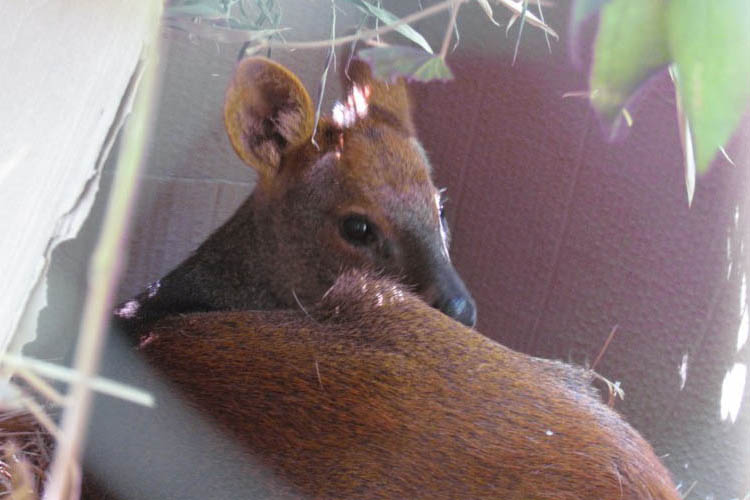
Aufzucht von Zwerghirschen

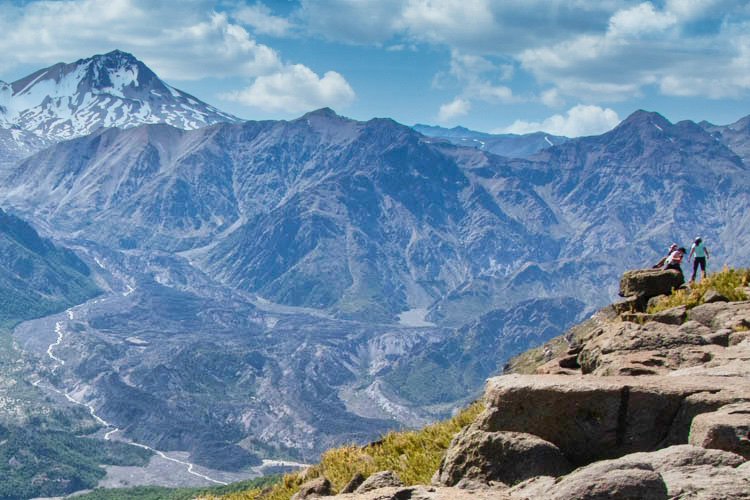
Naturpark der Stiftung Trekkingchile

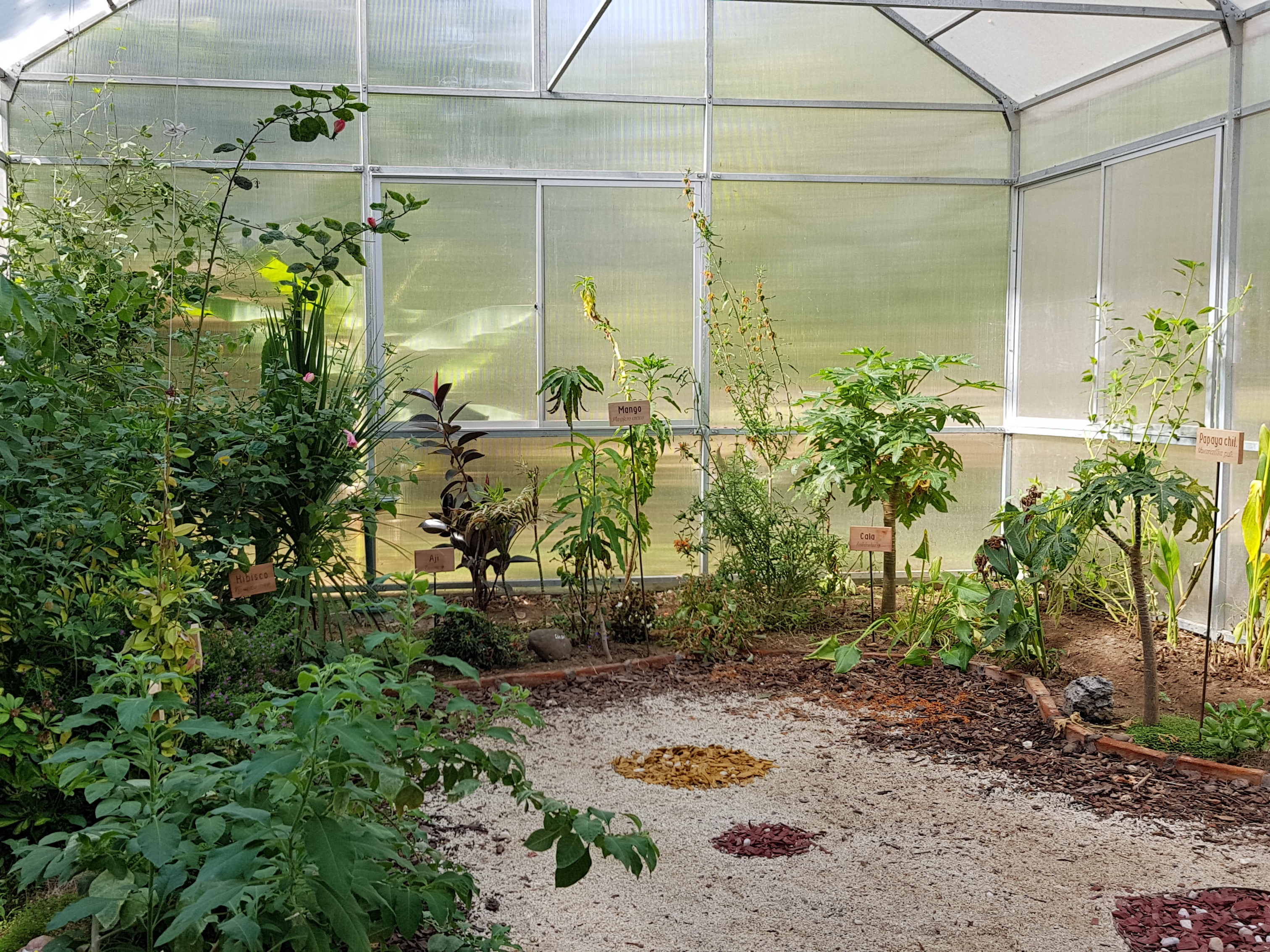
Tropenhaus

Die Stiftung Trekkingchile wurde 2007 in Chile gegründet und führt Umweltprojekte unter Einbindung der lokalen Bevölkerung durch. Sie setzt sich aus ehrenamtlichen Direktoren, Botschaftern und Freiwilligen zusammen. Der Sitz der Stiftung befindet sich in Talca mit weiteren Vertretungen in San Pedro de Atacama, Iquique, Santiago de Chile und Pucón. 2021 wurde die erste Vertretung im argentinischen Junín de los Andes begrüßt. Die Mission der Stiftung ist es, emotionalen, nachhaltigen und verantwortungsvollen Tourismus zu fördern, um Menschen mit der Natur zu verbinden, die Umwelt zu schützen und zur Entwicklung der gastgebenden Gemeinden beizutragen. Sie wurde als chilenische Partnerorganisation der Naturfreunde Internationale NFI anerkannt.

## Aufgaben
Die Schwerpunkte der Stiftung Trekkingchile liegen im Bereich Weiterbildung, Biodiversität und nachhaltiger Tourismus. Die ursprüngliche Tätigkeit der Stiftung lag vorwiegend im sozialen Bereich mit einer Vielzahl an durchgeführten Projekten benachteiligter Bevölkerungsgruppen. Im Laufe der Zeit erweiterte die Stiftung ihren Arbeitsbereich und bringt bis heute die Bevölkerung mit der Natur zusammen. Den bisherigen Höhepunkt erreichte die Stiftung durch den Erwerb des 2000 Hektar großem Naturschutzgebietes Quizapú in den chilenischen Anden.

## Organisationsstruktur
Das Direktorium setzt sich aus neun Direktoren zusammen, welche von Sitftungsbotschaftern unterstützt werden. Für die Umsetzung der Projekte arbeitet die Stiftung mit freiwilligen Helfern zusammen. Alle Tätigkeiten werden ehrenamtlich durchgeführt. Das Direktorium wird nicht von den Mitgliedern gewählt. Die Mitgliedschaft ist kostenlos.

## Finanzierung
Die Stiftung finanziert sich aus Mitgliedsbeiträgen, dem Verkauf von Wanderkarten und Büchern, Spenden und durch internationale Projektausschreibungen.

## Partnerorganisationen
Viele der Tätigkeiten werden in Zusammenarbeit und Unterstützung weiterer Institutionen durchgeführt. Die Stiftung Trekkingchile ist die chilenische Partnerorganisation der Natur Friends International. Auf nationaler Ebene arbeitet sie mit NGO´s wie CODEFF, Sendero de Chile und dem DAV Chile zusammen. Von stattlicher Seite werden die verschiedenen Projekte von SAG, CONAF, MMA und CRDP Maule unterstützt.

## Projekte

### Fair Chile
Jährlich werden tausende einheimische Bäume gepflanzt. Neben dem CO2-Fußabdruck dienen die Aktionen vor allem dem Erhalt der Artenvielfalt und Bildungsprojekten. Die Pflanzaktionen werden von Schulklassen und traditionellen Volksgruppen durchgeführt.

### Rent a guide
Die Stiftung setzt sich für örtliche Reiseleiter ein und bildet diese aus. Durch ein Abkommen mit dem Landwirtschaftsministerium und der untergeordneten Nationalparkverwaltung CONAF werden diese Reiseleiter staatlich anerkannt. 

### Kinderverkehrsschule
Auf einem Gelände von etwa einem Hektar steht eine nach europäischem Vorbild errichtete Kinderverkehrsschule zur Verfügung. Von der Gemeinde Talca wurde zu der bestehenden Asphaltbahn von 300 Metern eine Verkehrsampel errichtet.

### CIMA Umweltzentrum und Museum
Das Umweltzentrum wird vorwiegend von Schulklassen besucht. Es wurde offiziell in das Register chilenischer Museen eingetragen. Es zeigt die regionale Fauna und Flora auf und behandelt weitere naturnahe Themen wie Geologie und Mineralogie.

### Behindertenheim Maria Alicia Ponce
Durch eine Spendenaktion konnten im Behindertenheim Maria Alicia Ponce eine Metallbastelwerkstatt, eine Werkstatt für Holzverarbeitung und eine Küche errichtet werden. Die Schule wird von 110 Kindern besucht und befindet sich in der Nähe der Stadt Rancagua.

### Naturpark Quizapú
Der 2020 ha große Naturpark Quizapú liegt in der Región del Maule. Er dient in erster Linie dem Erhalt der Arten und der Ausbildung örtlicher Reiseleiter. In Zukunft sollen gezüchtete und die vom Aussterben bedrohte Pudus im Park ausgewildert werden.

### Inklusionspark Talca
Auf dem acht Hektar großem Gelände wird die bestehende Infrastruktur zu einem Inklusionspark umgewandelt. Die angelegten Wege führen durch den botanischen Garten, das Museum, das Tropenhaus und den Mikroskopiesaal.

### Botanischer Garten
Ein Rundweg führt durch den botanischen Garten der Stiftung Trekkingchile. Im Außengelände wurden nur einheimische Pflanzen gesetzt. Im Tropenhaus sind vor allem tropische Nutzpflanzen wie Mango, Papaya oder Chirimoya gesetzt.